# Indotyphlops jerdoni
Indotyphlops jerdoni — вид змій родини сліпунів (Typhlopidae). Мешкає в Південній Азії. Вид названий на честь британського зоолога Томаса Джердона.

## Поширення і екологія
Indotyphlops jerdoni мешкають у Північно-Східній Індії, Непалі, Бутані, Бангладеш і Північній М'янмі. Вони живуть в субтропічних широколистяних лісах і плантаціях. Відкладають яйця.